# 奥利弗·埃克曼-拉松
奥利弗·埃克曼-拉松（瑞典語：Oliver Ekman-Larsson，1991年7月17日—），瑞典男子冰球运动员。他曾代表瑞典参加2014年冬季奥林匹克运动会冰球比赛，获得一枚银牌。

## 家庭
表妹阿曼达·伊莱斯泰特是足球选手。